# Unigenitus
Unigenitus je papeška bula, ki jo je napisal papež Klemen XI. leta 1713.
S to bulo je papež obsodil jansenizem.